# Ditlev Kirketerp
Ditlev Kirketerp (født 8. september 1734 i Hobro, død 12. juni 1792) var en dansk handelsmand og godsejer.
Han var søn af en formuende købmand i Hobro, fødtes her 8. september 1734 og nedsatte sig i en ung alder som købmand i Randers, hvor han 1. februar 1758 ægtede Anna f. Brock (8. september 1725 – 7. februar 1781), enke efter købmand Christen Madsen Welling og halvsøster til legatstifteren Niels Brock. Kirketerp var den første i byen, der etablerede en udenrigsk handel; under den nordamerikanske krig byggede han større skibe, som han lod gå til Frankrig, Spanien og Dansk Vestindien, og ved sin energi og sit handelstalent bragte han hele byen i opkomst. Han erhvervede sig betydelige jordejendomme, navnlig ved Kronens salg af ryttergodset i det dronningborgske distrikt 1765 (hvor han købte hovedgården Dronningborg m.m.), satte mange folk i virksomhed og byggede meget.
For at skaffe sine bysbørn en bedre og navnlig til praktisk udvikling mere tjenlig undervisning oprettede han en skole (hvis fundats fik kgl. konfirmation 20. maj 1778), hvortil han skænkede en af ham opført toetages bygning. Amtmændene benyttede sig oftere af hans sjældne indsigt i agerbruget og på andre praktiske områder. Han udnævntes 1774 til hofagent med justitsråds rang og 1776 til etatsråd. 12. juni 1792 afgik han ved døden.